# John J. Hearne
John Joseph Hearne (* 4. November 1893 in Waterford; † 1969 in Dublin) war ein irischer Diplomat und Verfassungsjurist. Hearne gilt als einer der Hauptarchitekten der irischen Verfassung.
John Hearne wurde November 1893 als vierter Sohn von Richard und Alice Mary Hearne geboren. Er besuchte das Waterpark College in Waterford und studierte am University College Dublin.
Im Jahr 1929 begann Hearne im irischen Außenministerium als juristischer Berater zu arbeiten. Unter anderem war er Mitglied der irischen Delegation in der Völkerbundversammlung des Völkerbundes und bei den Konferenzen der Mitglieder des British Commonwealth of Nations. Im Januar 1935 wurde Hearne von Éamon de Valera zum Mitglied eines Komitees zur Ausarbeitung der irischen Verfassung ernannt.
Nachdem Irland 1939 diplomatische Beziehungen mit Kanada aufnahm, wurde Hearne Hochkommissar in Ottawa. Nachdem Taoiseach John A. Costello 1948 bei einem Besuch in Kanada bekanntgab, das Irland das Commonwealth of Nations verlassen werde, wurde Hearnes Amtsbezeichnung in „Botschafter“ umgeändert. Im März 1950 verließ er Kanada, um der erste irische Botschafter in den Vereinigten Staaten zu werden. Zwischen Irland und den Vereinigten Staaten bestanden zwar seit 1924 diplomatische Beziehungen, Hearne war jedoch der erste irische Diplomat im Rang eines Botschafters.
Am 4. November 1960, seinem 67. Geburtstag, ging Hearne in den Ruhestand. Er wurde nun als juristischer Berater bei den Regierungen von Nigeria und Ghana tätig und versuchte bei der Entwicklung demokratischer Strukturen in den beiden jungen Staaten zu helfen.